# نظریه مقولات
مقوله مفهوم اولیه و مبنای فکر است.

## مقولات عشر
دانای یونان، معلم اول، ارسطو اجناس عالیه ماهیات مختلف را عبارت از ده مقوله دانسته است؛ و نخستین رساله ارغنون یعنی قاطیغوریاس بحث از همین مقولات می‌کند و در متافیزیک نیز شرحی مفصل دربارهٔ این مقولات آمده است.
مقولات عشر یا اجناس عالیه، کلی‌ترین جنس هر موجودی که دربرگیرنده همه مصادیق آن باشد؛ و آن بر دو گونه است:
جوهر و عرض
- جوهر جنس موجودی است که در بودن خود نیاز به هستی موجود دیگری ندارد. مانند مقوله جسم.
- عرض جنس موجودی است که در بودن خود نیازمند بودن موجود دیگری است مانند مقوله رنگ.[۲]

عرض بر نه قسم است: کم کیف وضع این له متی اضافه فعل انفعال که در این بیت آمده است:
| «کمّ» و «کیف» و «وضع» و «أین» و «له»، ز بعدش هم «متی» |  | همچنین باشد «مضاف» و «فعل» و بعدش «انفعال» |

فلاسفه قدیم مجموعه جوهر و اعراض نه‌گانه را که جنس عالی همه موجودات هستی است مقولات عشر نامیده‌اند.

## تعداد مقولات
در مورد تعداد و اقسام جوهر و عرض بین فلاسفه قدیم و متأخرین اختلاف نظر است.

### متقدمین
فلاسفه قدیم اقسام جوهر را ۵ گونه عقل نفس ماده هیولا وصورت و در مورد اعراض همان نه گونه یادشده را می‌دانند. ارسطو این موارد را درکتاب خود به نام ارغنون آورده است.

### متأخرین
متاخرین معتقدند که هیولا وصورت بدون ترکیب وجود خارجی ندارد و لذا از اقسام جوهر خارج است و ماده را که از ترکیب آن دو است جوهر اصلی می‌دانند. از طرف دیگر آنان به عالم ملکوت نیز معتقدند ولذا مثال را که موجود آن عالم است به عنوان جوهر می‌شناسند بنابراین با توجه به عوالم هستی آنان اقسام جوهر را عقل مثال نفس و ماده می‌شمارند.
در مورد اعراض نیز آنان معتقدند که اولاً کمیت عرض نبوده بلکه از شئون جسم است وجسم بدون کمیت مفهومی ندارد. و دوم اینکه بجز کیف که عرض حقیقی است سایر موارد مفاهیمی ذهنی‌اند و در عالم خارج حضور ندارند و همه آن‌ها به عنوان (نسبت) میان دو چیز هستند؛ بنابراین تنها عرض حقیقی کیف است و در نتیجه مقولات عشر نزد فلاسفه اسلامی و ایرانی به موارد زیر منحصر می‌گردد.
- عقل: جنس موجودات عالم جبروت یا فرشتگان است[۹]
- مثال: جنس موجودات عالم ملکوت یا مثال است
- نفس: جنس موجودات عالم ناسوت است یعنی همان روح گیاه جانور جن وانسان
- ماده: جنس موجودات عالم ناسوت است یعنی ماده در جمادات یا در ترکیب با نفس در جانداران[۱۰]
- کیف: تنها عرض حقیقی و اقسام آن عبارتند از: محسوس نفسانی مخصوص به کمیات استعدادی[۱۰]

## انواع مقولات از نظر ارسطو
ارسطو مقولات را به ده نوع تقسیم کرده است:
- جوهر
- کمیت
- کیفیت
- نسبت
- موقعیت
- مکان
- زمان
- اثر
- حالت
- عمل

### مقولات عشر از نظر کانت
کانت در کتابش با عنوان نقد عقل محض در بخش منطق استعلایی ارتباط مقوله‌ها را با فکر بررسی کرده است.
مقوله‌های دوازده‌تایی کانت در چهار دسته تقسیم‌بندی می‌شود:
- کلی یا جزئی یا شخصی (دسته کمیت)
- ایجابی یا سلبی یا عدولی (دسته کیفیت)
- حملی یا شرطی یا انفصالی (دسته نسبت)
- ظنی یا قطعی یا یقینی (دسته جهت)[۱۲][۱۳][۱۴][۱۵]